# Słoneczny wojownik
Słoneczny wojownik (ang. Firewalker) – amerykańska komedia sensacyjno–przygodowa z 1986 roku w reżyserii J. Lee Thompsona z Chuckiem Norrisem i Louisem Gossettem Jr. w rolach głównych. Była to pierwsza rola komediowa w karierze Norrisa. Zdjęcia kręcono w Meksyku w stanach Jalisco, Coahuila i Zacatecas.

## Fabuła
Max Donigan i Leo Porter to dwaj najemnicy, którzy nie mają szczęścia ani do przygód, ani do zarabiania pieniędzy. Pewnego dnia jednak poznają tajemniczą Patricię, która chce by pomogli jej dotrzeć do skarbu ukrytego w Ameryce Środkowej. Okazuje się, że podróż jest trudna, na drodze stają im źli ludzie, a świątyni ze skarbem strzeże tytułowy Słoneczny wojownik.

## Obsada
- Chuck Norris jako Max Donigan
- Louis Gossett Jr. jako Leo Porter
- Melody Anderson jako Patricia Goodwin
- Will Sampson jako Wielki Orzeł
- Sonny Landham jako El Coyote
- John Rhys-Davies jako Corky Taylor
- Ian Abercrombie jako Boggs
- Zaide Silvia Gutiérrez jako Indianka
- John Hazelwood jako Tubbs
- Richard Lee-Sung jako Chińczyk / generał
- Álvaro Carcaño jako Willie
- Dale Payne jako pilot
- José Escandón jako drugi pilot

## Odbiór filmu
Film otrzymał zdecydowanie negatywne recenzje. Podobnie jak w przypadku wcześniejszego filmu Norrisa – Zaginionego w akcji, którego uznano za plagiat Rambo, tak Słoneczny wojownik został uznany za kalkę najsłynniejszych filmów przygodowych tamtego okresu, takich jak: Indiana Jones, Miłość, szmaragd i krokodyl, czy Gliniarz z Beverly Hills.
Krytyk Gene Siskel powiedział, że Słoneczny wojownik był „jednym z najbardziej wtórnych filmów roku, naśladujących motywy z Poszukiwaczy zaginionej arki i Miłości, szmaragdu i krokodyla. Z kolei Roger Ebert z pisma Chicago Sun-Times przyznał mu w swoim rankingu jedną gwiazdkę z czterech.
TV Guide również opublikował głównie negatywne recenzje, krytykując Norrisa za „drętwy występ”, „przerażająco marne” wartości produkcyjne oraz „płytki i nieciekawy” scenariusz. Zarzucono mu także, że kopiowanie elementy z innych kasowych filmów przygodowych.
Rita Kempley z The Washington Post w swojej recenzji napisała, że Norris to miły gość, któremu zabrakło dystansu do samego siebie oraz komediowego wyczucia Arnolda Schwarzeneggera. Dodał też, że sceny walk były piękne, ale tylko podkreślały wlekącą się akcję i słabą fabułę.
Internetowy serwis Rotten Tomatoes przyznał filmowi, w swojej skali ocen, 0 procent tłumacząc, że każda recenzja, na której się opierał była negatywna.